# Александров, Василий Иванович
Васи́лий Ива́нович Алекса́ндров (7 апреля 1919 года — 29 июля 1944 года) — участник Польского похода РККА и Великой Отечественной войны, в годы Великой Отечественной войны — командир орудия 154-го гвардейского артиллерийского полка 76-й гвардейской стрелковой дивизии 61-й армии Центрального фронта, Герой Советского Союза (15.01.1944), гвардии старший сержант.

## Биография
Василий Александров родился 7 апреля 1919 года в деревне Загорье (ныне — Удомельского района Тверской области) в семье крестьянина. По национальности русский. Получил начальное образование. После школы работал на швейной фабрике.
В 1939 году призван в ряды Красной Армии. Участник Польского похода РККА. Участник Великой Отечественной войны с 1941 года. Воевал на Центральном фронте. Участвовал в боях под Одессой, в Сталинградской и Курской битвах. Был ранен.
Был награждён медалью «За боевые заслуги» и орденом Красной Звезды. Член ВКП(б) с 1943 года. Осенью 1943 года его расчёт не раз попадал в пекло боя, эффективно поддерживал пехотинцев. 21 сентября 1943 года в бою за село Толстолес на подступах к Чернигову пушка В. И. Александрова отбила две яростные контратаки фашистов, уничтожив больше роты противника и группу его автоматчиков.
27 сентября 1943 года расчёт вёл меткий огонь по огневым точкам врага на правом берегу Днепра и обеспечивал переправу нашим подразделениям у деревни Мысы Любечского района Гомельской области. Ночью В. И. Александров участвовал в строительстве моста.
Утром 30 сентября 1943 г. прямой наводкой отразил контратаку противника на правом берегу р.Днепр и первым на плоту переправил своё орудие через Днепр, а лошадей — вплавь, быстро занял огневую позицию и прямой наводкой, под огнём противника, подавил станковый пулемёт, дав возможность нашей пехоте продвинуться вперёд.
На второй день он также первым форсировал вторую водную преграду — реку Припять и помог стрелкам закрепиться на плацдарме. 
Указом Президиума Верховного Совета СССР «О присвоении звания Героя Советского Союза генералам, офицерскому, сержантскому и рядовому составу Красной Армии» от 15 января 1944 года за «образцовое выполнение боевых заданий командования по форсированию реки Днепр и проявленные при этом мужество и героизм» старшему сержанту Василию Ивановичу Александрову присвоено звание Героя Советского Союза с вручением ордена Ленина и медали «Золотая Звезда» (№ 2968).
Погиб 29 июля 1944 года у деревни Березувка (ныне в гмине Залесе Бяльского повята Люблинского воеводства Польши) в боях по ликвидации немецкой группировки, окруженной западнее Бреста. Похоронен в братской могиле в Бресте.

## Награды
- Медаль «Золотая Звезда» Героя Советского Союза
- Орден Ленина
- Орден Красной Звезды
- Медали

## Память
- Имя Героя носит улица в городе Удомле Тверской области.